# Spirit Black
Spirit Black är det sjunde studioalbumet av det norska heavy metal-bandet Jorn. Albumet gavs ut 2009 av skivbolaget Frontiers Records.

## Låtlista
1. "Spirit Black" (Lande/Bendiksen/Ringsby/Iversen) – 4:14
2. "Below" (Lande/Iversen) – 4:35
3. "Road of the Cross" (Lande/Bendiksen) – 5:28
4. "The Last Revolution" (Lande/Bendiksen/Ringsby/Berg/Iversen) – 3:40
5. "City In Between" (Lande/Tekrö/Gelsomine) (Vagabond nyinspelning) – 5:49
6. "Rock and Roll Angel" (Lande/Bendiksen/Ringsby/Berg) – 4:46
7. "Burn Your Flame" (Lande/Jørun Bøgeberg) – 2:42
8. "World Gone Mad" (Lande/Bendiksen/Ringsby/Iversen) – 4:20
9. "I Walk Alone" (Wollbeck/Lindblom/Sommerdal) (Tarja Turunen-cover) – 4:28

Bonusspår
1. "The Sun Goes Down" (Wharton/Lynott) (Thin Lizzy-cover) – 6:28

## Medverkande
Musiker (Jorn-medlemmar)
- Jørn Lande – sång
- Jimmy Iversen – gitarr
- Willy Bendiksen – trummor
- Tore Moren – gitarr
- Sid Ringsby (Øystein Ringsby) – basgitarr

Bidragande musiker
- Espen Mjøen – basgitarr (spår 5)
- Nic Angileri – basgitarr (spår 9)
- Jon Berg – gitarr (spår 6)
- Tommy Hansen – keyboard
- Igor Gianola – gitarr (spår 5, 9)

Produktion
- Jørn Lande – producent
- Espen Mjøen – ljudtekniker
- Tommy Hansen – ljudtekniker, ljudmix, mastering
- Ted Skogmann – ljudtekniker
- Thomas Ewerhard – omslagsdesign, omslagskonst